# Psi (letter)
De psi (hoofdletter Ψ, onderkast ψ, Grieks: ψι) is de 23e letter van het Griekse alfabet. De psi is officieel het letterteken voor φ + σ. ψ' is het Griekse cijfer voor 700, ,ψ voor 700 000. De psi wordt uitgesproken als /ps/, zoals in kapsel.

## Gebruik
De Psi wordt algemeen gebruikt als symbool voor de golffunctie in de kwantummechanica en voor het waterpotentiaal in de biologie.